# ドミニク・ウルフ
ドミニク・ウルフ（Dominik Wulf）は、ドイツ・ノルトライン＝ヴェストファーレン州ヴッパータール出身の野球選手。現在はブンデスリーガ・ゾーリンゲン・アリゲーターズに所属している。ポジションは主に内野手で、一塁以外はすべて経験がある。

## 経歴
2000年、ブンデスリーガのケルン・ドジャースに入団。
2003年、ゾーリンゲン・アリゲーターズに移籍。

## ドイツ代表歴
2001年、第27回ヨーロッパ野球選手権大会ドイツ代表に選出。
2003年、第28回ヨーロッパ野球選手権大会ドイツ代表に選出。
2005年、第29回ヨーロッパ野球選手権大会ドイツ代表に選出。
2007年、第30回ヨーロッパ野球選手権大会ドイツ代表に選出。同年開催の第37回IBAFワールドカップドイツ代表に選出。
2009年、ワールド・ベースボール・チャレンジドイツ代表に選出。同年に行われた、第38回IBAFワールドカップドイツ代表に選出。
2010年、第31回ヨーロッパ野球選手権大会ドイツ代表に選出。
2011年、第39回IBAFワールドカップドイツ代表に選出。

## 人物
強肩強打が売りの、ドイツ野球を代表する三塁手。ドイツ代表でも3番を打つスラッガーである。2007年には、打率.507、4本塁打、36打点の成績で首位打者と打点王の二冠、本塁打でも2位に入り、ドイツ国内リーグ・ブンデスリーガの三冠王にあと一歩まで迫る活躍を見せた。ただし、同年行われた第37回IBAFワールドカップでは打率.174と不振だった。
その強肩を生かしてマウンドに上がることもあり、2007年に自責点0で3セーブを挙げるなど、少ない登板数ながら投手としても結果を残している。

## タイトル
ブンデスリーガ
- 北地区・MVP (2005年, 2009年)
- 北地区・本塁打王 (2003年, 2009年, 2010年)
- 北地区・ベストバッター (2004年, 2007年)